# Landgoed Rosendoorn
Landgoed Roosendoorn was in de 17de eeuw een klein landgoed net buiten de Haagse grachtengordel. Het lag ten noorden van de huidige Frederikstraat.
Op het landgoed stonden twee huizen, De Roos en De Doorn. Beide bestaan niet meer. Van het landgoed is alleen het Bosje van Repelaer over.

## Trivia
Tussen de Hooikade en de Koninginnegracht is een straatje met de naam Laan van Roos en Doorn.